# Abiodun Oyepitan
Abiodun Adesola « Abi » Oyepitan (née le 30 décembre 1979 dans la Cité de Westminster, à Londres) est une athlète britannique, spécialiste des épreuves de sprint. 

## Biographie
En 2012, Abiodun Oyepitan se classe deuxième du 200 m des Bislett Games d'Oslo, derrière l'Ivoirienne Murielle Ahouré, dans le temps de 22 s 71.

### Palmarès
| Date | Compétition                   | Lieu       | Résultat | Épreuve   |
| ---- | ----------------------------- | ---------- | -------- | --------- |
| 2001 | Championnats d'Europe espoirs | Amsterdam  | 2e       | 200 m     |
| 2001 | Championnats d'Europe espoirs | Amsterdam  | 1re      | 4 x 100 m |
| 2001 | Universiade                   | Pékin      | 1re      | 100 m     |
| 2001 | Championnats du monde         | Edmonton   | 5e       | 4 x 100 m |
| 2002 | Jeux du Commonwealth          | Manchester | 3e       | 4 x 100 m |
| 2002 | Championnats d'Europe         | Munich     | 6e       | 100 m     |
| 2004 | Jeux olympiques               | Athènes    | 7e       | 200 m     |
| 2010 | Jeux du Commonwealth          | New Delhi  | 2e       | 200 m     |
| 2010 | Jeux du Commonwealth          | New Delhi  | 1re      | 4 x 100 m |

### Records
| Épreuve | Performance | Lieu       | Date            |
| ------- | ----------- | ---------- | --------------- |
| 100 m   | 11 s 17     | Birmingham | 23 juillet 2004 |
| 200 m   | 22 s 50     | Athènes    | 23 août 2004    |